# Babcock International
Babcock International Group plc — британская компания, предоставляющая услуги в области аэрокосмической, оборонной и ядерной инженерии, базирующаяся в Лондоне, Англия. Специализируется на управлении сложными активами и инфраструктурой. Хотя у компании есть гражданско-правовые договоры, её основной бизнес ведётся с государственными органами, в частности с Министерством обороны Соединенного Королевства и Network Rail. Компания имеет четыре операционных сектора с зарубежными операциями в Африке, Северной Америке, Южной Америке, Европе и Австралии.
Babcock котируется на Лондонской фондовой бирже и входит в индекс FTSE 250.

## История

### С 1891 по 1979 год
История компании Babcock International восходит к 1800-м годам, к американскому предприятию тяжелой промышленности Babcock & Wilcox Company. В течение 1870-х и 1880-х годов компания, решившая выйти на международный уровень, заняла первое место на британском рынке, сосредоточившись в таких городах, как Глазго, Шотландия. 9 апреля 1891 года Babcock & Wilcox решили создать отдельно финансируемую (первоначально капитализированную в 250 000 фунтов стерлингов) британскую компанию под названием Babcock & Wilcox Ltd. Первыми членами совета директоров британской компании были известный шотландский инженер-конструктор сэр Уильям Аррол и Эндрю Стюарт из ланаркширского производителя стальных труб A&J Stewart & Menzies, впоследствии Stewarts & Lloyds.
Сфера деятельности британской компании была определена как «весь мир, за исключением Северной Америки и Кубы», которые был прерогативой американского предприятия Babcock & Wilcox. Начиная с 1885 года паровые котлы B&W производились на заводе Kilbowie Works компании Singer Manufacturing Company в Клайдбанке недалеко от Глазго. Примерно в это же время изобретатель и бизнесмен Исаак Зингер был значительным и влиятельным акционером компании.
В 1895 году компания Babcock & Wilcox Ltd открыла новый котельный завод на площади 13 гектаров в Портерфилд-Фордж на противоположной стороне реки Клайд недалеко от Ренфрю. В 1900 году компания получила 1,57 миллиона фунтов стерлингов инвестиций, которые были использованы для финансирования расширения своего глобального присутствия через многочисленные зарубежные дочерние предприятия. В 1913 году B&W начала свое участие в Rosyth Dockyard после победы в тендере на строительство парогенератора; это присутствие послужило отправной точкой для последующего широкого вовлечения фирмы в сектор судоремонта.
Во время Первой и Второй мировых войн B&W была крупным поставщиком оборонного ведомства Великобритании. В 1940-х годах численность персонала Renfrew достигла пика примерно в 10 000 человек. В послевоенное время производство и поддержка оборонного оборудования продолжали оставаться долгосрочным и ключевым направлением деятельности компании.
На протяжении двадцатого века B&W была крупным поставщиком котлов для электростанций. В течение 1960-х годов компания стала участвовать в разработке гражданских атомных электростанций в Соединенном Королевстве. B&W также продолжила международную диверсификацию, включая рынок Северной Америки; к 1979 году североамериканский филиал компании обеспечивал одну треть общих продаж (844 миллиона фунтов стерлингов) и более половины общей прибыли бизнеса. В том же году Babcock & Wilcox Ltd была переименована в Babcock International Ltd.

### 1980—1999
В течение 1982 года Babcock International была размещена на Лондонской фондовой бирже, превратившись в Babcock International PLC. Примерно в это же время дочерняя компания Babcock & Wilcox (Operations) Ltd была переименована в Babcock Power Ltd; это подразделение впоследствии стало Babcock Energy Ltd. К 1985 году оборот Babcock International достиг £1,1 млрд; её дочерние компании участвовали в венчурных предприятиях и проектах по всему миру, обычно сосредоточивая внимание на своей подрядной деятельности. Её погрузочно-разгрузочный бизнес, который был убыточным с 1970-х годов, примерно в этот период подвергся реструктуризации и потерям рабочих мест.
В 1987 году Babcock объединилась с конкурирующей инжиниринговой компанией FKI Electricals plc, в результате чего образовалась FKI Babcock PLC. Вскоре после этого был закрыт головной офис недавно объединённой компании в Лондоне и более двух десятков заводов, что привело к потере около 6000 рабочих мест, более половины из которых базировались в Великобритании, в результате чего численность персонала сократилась до менее 30 000 человек. За это время было приобретено несколько машиностроительных и транспортных предприятий. В августе 1989 года FKI Babcock PLC распалась, образовав Babcock International Group PLC и FKI plc.
Недавно обособившаяся Babcock International вскоре совершила несколько приобретений. В апреле 1992 года фирма купила ближневосточного подрядчика энергетической отрасли King Wilkinson. В том же году была приобретена шведская компания Consilium по перевалке грузов с судов на берег. В 1994 году Бэбкок приобрел 35-процентную долю в компании Rosyth Dockyard британского конгломерата Thorn EMI, в результате чего была создана компания Babcock Rosyth Defense. В том же году бизнес по транспортировке материалов Babcock с центром в Германии был реорганизован и переименован в Babcock Materials Handling.
После регистрации убытков в размере 42 миллионов фунтов стерлингов для бизнеса в 1994 году, которые в значительной степени были связаны с его энергетическим подразделением и последствиями контракта на электростанции Drax, Babcock International отреагировала на это стратегическим отказом от слишком крупных контрактов, если только связанный с этим риск не делился с другими партнёрами. Более того, компания решила полностью избавиться от более рискованного предприятия. Среди других сфер деятельности сильно пострадали работы Babcock International в Розайте, которые были перенаправлены в гражданский сектор, такой как нефтяная промышленность. В конце 1996 года Babcock приобрел Rosyth у министерства обороны за £21 млн.
В течение 1995 года 75%-ная доля в производстве котлов и энергетических услугах (первоначально основной бизнес Babcock), известная к тому времени как Babcock Energy Ltd, была продана японской Mitsui Engineering & Shipbuilding и стала Mitsui Babcock Energy Ltd. В ноябре 2006 года Mitsui продала компанию Doosan Heavy Industries & Construction, дочерней компании южнокорейской группы Doosan: компания была переименована в Doosan Babcock Energy Ltd. В сентябре 2009 года чешский производитель паровых турбин Skoda Power стал частью Doosan Babcock Energy Ltd; это предприятие в 2010 году было переименовано в Doosan Power Systems Ltd.

### С 2000 по 2010 год
В 2000 году Бэбкок принял стратегическое решение отойти от производства к обслуживанию и поддержке критически важного оборудования и инфраструктуры клиентов. Отражая изменение стратегического фокуса компании, в 2002 году Бэбкок был реклассифицирован на Лондонской фондовой бирже с «инженерных» на «вспомогательные услуги».
19 июня 2002 года компания приобрела Service Group International Ltd, поставщика услуг поддержки на оборонном и гражданском рынках. Он выиграл тендер на приобретение Peterhouse Group plc, и 18 июня 2004 года его предложение было объявлено безусловным, так как в собственности находилось более 50 % акций. 30 сентября 2004 года она приобрела Turner and Partners, поставщика профессиональных услуг для телекоммуникационной отрасли.
9 мая 2006 года она продолжила приобретение Alstec Group Ltd, оператора ядерных и аэропортовых услуг, а 13 июня 2006 года она купила бизнес по линиям электропередач и мобильной связи ABB South Africa (Pty). 10 мая 2007 г. для финансирования приобретений были размещены 19 миллионов новых акций, а 28 июня 2007 года компания приобрела Devonport Management Limited, оператора по обслуживанию атомных подводных лодок и надводных судов Devonport Dockyard, а также Appledore Shipbuilders.
25 июля 2007 года правительство Соединенного Королевства объявило, что Aircraft Carrier Alliance, частью которого является Babcock International, проведет окончательную сборку двух новых авианосцев для Королевского флота на своей верфи в Росайте. 7 августа 2007 компания поглотила International Nuclear Solutions PLC, выкупив 58,9 % её акций.
22 апреля 2008 г. для дальнейшего укрепления бренда в ядерном секторе и секторе поддержки подводных лодок Babcock приобрела Strachan & Henshaw у Weir Group за 65 миллионов фунтов стерлингов; На момент сделки компания имела более чем пятидесятилетний опыт работы с материалами, обеспечивающими высокую надежность. В сентябре 2009 года Babcock приобрел коммерческое подразделение Управления по атомной энергии Великобритании UKAEA Ltd; это приобретение расширило существующие ядерные компетенции Babcock, добавив дополнительные знания в области категоризации отходов, вывода из эксплуатации объектов повышенной опасности, инкапсуляции и хранения опасных материалов и транспортировки отходов. Эта сделка также сделала Babcock компанией первого уровня на рынке гражданской ядерной энергетики, а прямые отношения с Управлением по снятию с эксплуатации ядерных объектов распространили существующее положение компании первого уровня на рынок военной ядерной энергетики.

### С 2010 по настоящее время
В марте 2010 года Бэбкок приобрел VT Group за £1,32 млрд или 750 пенсов за акцию (361,6 пенса за акцию деньгами, а также 0,7 новых акций Babcock за каждую акцию VT Group). Приобретение, которое было завершено 8 июля 2010 года, привело к созданию объединённой группы услуг по защите и поддержке, объём продаж которой ежегодно составлял £3 млрд, и в ней работало более 25 000 сотрудников, которые в основном находилисьь в Великобритании и США. В результате слияния Бэбкок получил контракт на управление Службой высокочастотной связи Министерства обороны США, первоначально предоставленный VT Merlin Communications в 2003 году сроком на пятнадцать лет.
В марте 2014 года было объявлено, что Бэбкок согласился полностью приобрести Avincis Group, включая её дочернюю компанию Bond Aviation Group, за £1,6 млрд. В январе 2015 года бывшие подразделения Avincis были переименованы в Babcock. В июле 2013 года подразделение службы поддержки Babcock приобрело Conbras Serviços Técnicos de Suporte LTDA в Бразилии за £18,2 млн плюс отложенное вознаграждение в размере £4,4 млн.
В апреле 2014 года компания Babcock Dounreay Partnership (BDP), консорциум Babcock International Group PLC (50 %), CH2M Hill (30 %) и URS (20 %) была выбрана в качестве предпочтительного участника торгов и в конечном итоге получила контракт на £1,6 млрд от Управления по снятию с эксплуатации ядерных установок для вывода из эксплуатации ядерного объекта Дунрей в Шотландии. В ноябре 2014 года Бэбкок был назван в качестве предпочтительного покупателя британским правительством бизнеса по ремонту, эксплуатации и модернизации наземного оборудования Defense Support Group, исполнительного агентства и торгового фонда Министерства обороны. Продажа и передача компании Babcock были завершены 1 апреля 2015 года.
В течение 2010-х годов компания заключила множество военно-морских контрактов. В мае 2012 года Бэбкок получил от Министерства обороны контракт на сумму £15 млн на поддержку проекта нового поколения подводных лодок с ядерным вооружением. В августе 2014 года Бэбкок выступил с заявлением, что в HMNB Clyde будут потеряны рабочие места, если Шотландия проголосует за независимость на референдуме 2014 года. В октябре 2014 года и Babcock, и BAE Systems получили от Министерства обороны контракты на общую сумму £3,2 млрд на содержание британских военных кораблей, подводных лодок и военно-морских баз в течение следующих пяти лет.
В сентябре 2019 года было объявлено, что Бэбкок был выбран в качестве предпочтительного претендента на строительство серии из пяти фрегатов типа 31 для Королевского флота.
В течение 2018 и 2019 годов Babcock International отклонила многочисленные нежелательные предложения поставщика государственных услуг Serco по слиянию двух предприятий. Предложения о слиянии были единогласно отклонены советом директоров Бэбкока, который, как сообщается, обнаружил, что это предложение не имеет стратегической ценности. Как сообщается, Руперт Сомс, генеральный директор Serco, по-прежнему был заинтересован в согласовании оборонных операций своей компании с собственными подразделениями Бэбкока.
В 2019 году и в начале 2020 года Babcock испытывала трудности, связанные со спадом государственных заказов и проблемами со своим авиационным подразделением, что потребовало списания £85 млн по аренде её вертолётного парка в Северном море. В феврале 2020 года сообщалось, что компания рассматривает возможность выхода из оффшорного вертолётного сектора в условиях жесткой конкуренции; Babcock уже сократила свой парк Sikorsky S-92 и Eurocopter EC225 Super Puma с 15 до семи вертолётов и с 13 до одного вертолёта соответственно. Решение фирмы сократить численность S-92 заставило производителя вертолётов Sikorsky Aircraft подать в суд на Babcock за отказ принять поставку машин, заказанных в 2011 году. В апреле 2021 года в рамках широкомасштабной программы реструктуризации Babcock объявила, что продаст ряд своих бизнес-направлений, что приведёт к потере 1000 рабочих мест (850 из которых будут в Великобритании); В рамках этого компания продаст своё нефтегазовое авиационное транспортное подразделение компании CHC Group.

## Операции
Компания разделена на четыре сектора: морской, наземный, авиационный и ядерный (Cavendish Nuclear).

### Финансовая информация
| Год  | Выручка (£ млн) | Операционная прибыль (£ млн) | Прибыль/убытки до налогообложения (£ млн) | Прибыль на акцию (p) |
| ---- | --------------- | ---------------------------- | ----------------------------------------- | -------------------- |
| 2020 | 4 449,5         | (106,3)                      | (178,2)                                   | (38,6)               |
| 2019 | 4 474,8         | 280,3                        | 235,2                                     | 39,5                 |
| 2018 | 4 659,6         | 439,1                        | 391,1                                     | 66,6                 |
| 2017 | 4 547,1         | 416,3                        | 362,1                                     | 61,8                 |
| 2016 | 4 158,4         | 387,1                        | 330,1                                     | 57,0                 |
| 2015 | 3 996,6         | 381,7                        | 313,1                                     | 52,9                 |
| 2014 | 3 321,0         | 254,0                        | 218,8                                     | 44,3                 |
| 2013 | 3029,4          | 252,5                        | 224,6                                     | 53,0                 |
| 2012 | 2 848,4         | 206,3                        | 173,0                                     | 42,9                 |
| 2011 | 2,564,5         | 159,3                        | 111,1                                     | 30,1                 |